# Palazzo del Capitano del Popolo (Gubbio)
Pour les articles homonymes, voir Palazzo del Capitano del Popolo.
Le Palais du Capitaine du Peuple ou Palais de Cante de' Gabrielli de Gubbio est une construction médiévale érigée vers 1295 dans le style gothique ombrien. Il est situé au carrefour entre la via Gabrielli et la via del Capitano del Popolo de la cité.

## Histoire
Le palais, dont l'architecte demeure inconnu, servit comme bureau public et résidence privée de Cante de' Gabrielli da Gubbio, qui fut seigneur de la ville à partir de l'année 1300 et porta, entre autres, le titre de Capitaine du peuple. Après sa mort (vers 1335), le palais fut vendu et continua à être utilisé comme siège des capitaines du peuple qui lui succédèrent.
La façade en calcaire gris est caractérisée par des fenêtres ogivales. Le palais est aujourd'hui utilisé comme musée de la torture médiévale, sous le nom de « Museo Cante de' Gabrielli ».

Photographies anciennes
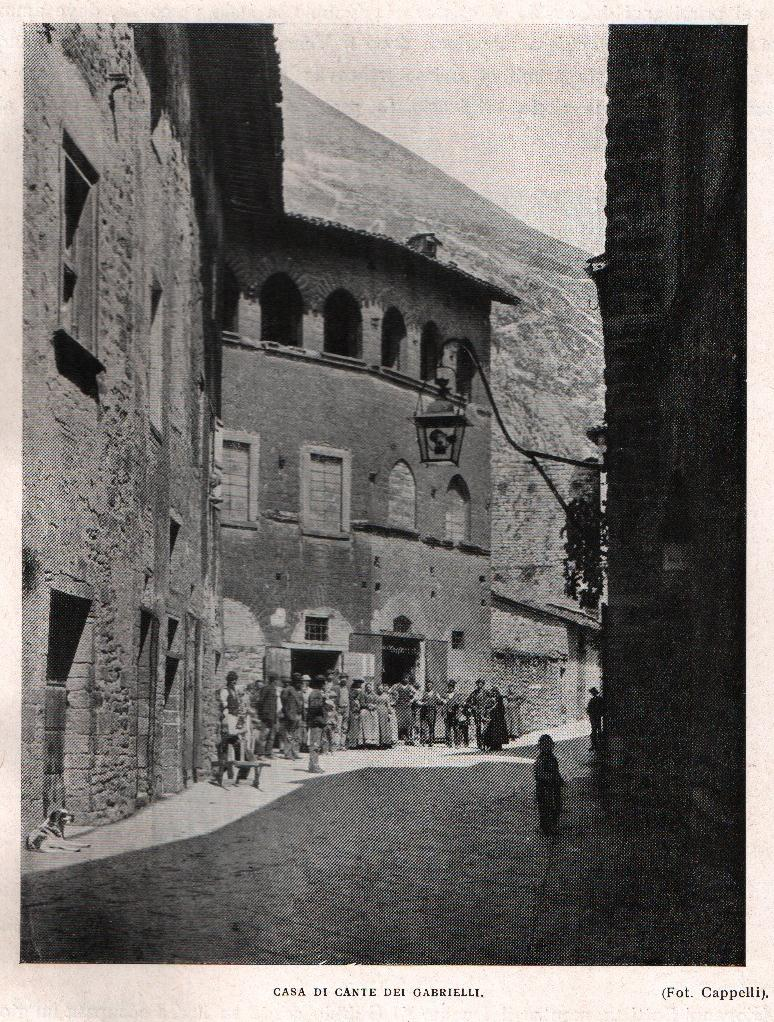
La Casa di Cante dei Gabrielli vers la fin du XIXe siècle.
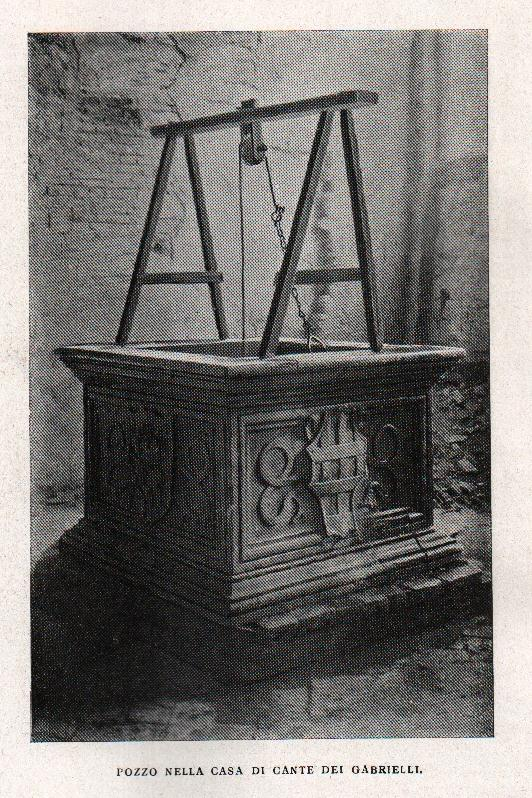
Puits dans la maison de Cante dei Gabrielli.